# E3 Harelbeke 2017
L'E3 Harelbeke 2017, oficialment Record Bank E3 Harelbeke 2017, va ser la 60a edició de l'E3 Harelbeke. La cursa es disputà el divendres 24 de març de 2017 sobre una distància de 206,41 quilòmetres, amb inici i final a Harelbeke.
El belga Greg Van Avermaet (BMC Racing Team) fou el vencedor final, en imposar-se a l'esprint als seus dos companys d'escapada, els també belgues Philippe Gilbert (Quick-Step Floors) i Oliver Naesen (AG2R La Mondiale).

## Recorregut
La cursa comença i acaba a Harelbeke. Durant el trajecte els ciclistes hauran de superar 15 cotes, les mateixes que el 2016. La primera ascensió és el Katteberg, al quilòmetre 29 de cursa, i la darrera el Tiegemberg, a 20 quilòmetres de meta.
| Número | Nom                 | Km    | Llargada (m) | Pendent mitjana (%) | Pendent màxima (%) | km a meta |
| ------ | ------------------- | ----- | ------------ | ------------------- | ------------------ | --------- |
| 1      | Kattenberg          | 29    | 600          | 6,7 %               | 8 %                | 177,1     |
| 2      | La Houppe           | 93,2  | 3440         | 3,32%               | 10 %               | 112,9     |
| 3      | Kruisberg           | 109,5 | 800          | 4,8 %               | 9 %                | 96,6      |
| 4      | Cota de Trieu       | 117,4 | 1530         | 5 %                 | 13,3 %             | 88,7      |
| 5      | Hotondberg          | 121,3 | 1200         | 4%                  | 8 %                | 88,4      |
| 6      | Kortekeer           | 128,4 | 1000         | 6,4 %               | 17 %               | 77,7      |
| 7      | Taaienberg          | 133,3 | 650          | 9,5 %               | 18 %               | 72,8      |
| 8      | Boigneberg          | 139,6 | 2180         | 5,8 %               | 15 %               | 66,5      |
| 9      | Eikenberg           | 144,1 | 1200         | 5,5 %               | 11%                | 62        |
| 10     | Stationsberg        | 149,5 | 460          | 3,2 %               | 5,7 %              | 56,6      |
| 11     | Kapelberg           | 159,5 | 900          | 4 %                 | 7 %                | 45,3      |
| 12     | Paterberg           | 164,4 | 700          | 12 %                | 20 %               | 41,7      |
| 13     | Oude Kwaremont      | 167,2 | 2200         | 4,2 %               | 11 %               | 38,9      |
| 14     | Karnemelkbeekstraat | 175   | 1530         | 4,9 %               | 7,3 %              | 31,1      |
| 15     | Tiegemberg          | 186,1 | 1000         | 6,5 %               | 9 %                | 20        |

| 1 | Beaucarnestraat  | 28,8  | 1200 | 177,3 |
| 2 | Holleweg         | 30,8  | 1500 | 175,3 |
| 3 | Paddestraat      | 42,3  | 2300 | 163,8 |
| 4 | Mariaborrestraat | 150,2 | 2000 | 55,9  |
| 5 | Varentstraat     | 182,6 | 1500 | 23,5  |

## Equips
| WorldTeams (18)- AG2R La Mondiale - Astana - Bahrain-Merida - BMC Racing Team - Bora-Hansgrohe - Cannondale-Drapac - Dimension Data - FDJ - Katusha-Alpecin - Lotto-Soudal - Lotto NL-Jumbo - Movistar Team - Orica-Scott - Quick-Step Floors - Sky - Team Sunweb - Trek-Segafredo - UAE Team Emirates Equips continentals professionals (7)- Direct Énergie - Gazprom-RusVelo - Roompot-Nederlandse Loterij - Sport Vlaanderen-Baloise - Verandas Willems-Crelan - Wanty-Groupe Gobert - WB-Veranclassic-Aqua Protect |
| |

## Desenvolupament de la cursa
Durant la cursa es produeixen nombroses caigudes i una d'elles provoca l'abandonament de Tony Gallopin (Lotto-Soudal). Laurens De Vreese (Astana), Alexis Gougeard (AG2R La Mondiale), Taco van der Hoorn (Roompot), Christophe Masson (WB-Veranclassic-Aqua Protect), David Per (Bahrain-Merida) i Gijs Van Hoecke (Lotto NL-Jumbo) formen una escapada durant la segona hora de cursa i aconsegueixen obrir 5' sobre e gran grup. Tom Van Asbroeck (Cannondale-Drapac) i Mickael Delage (FDJ), als que posteriorment es va sumar Dries De Bondt (Veranda's Willems) s'intercalen entre els escapats i el gran grup.
Al Taaienberg, Tom Boonen (Quick Step) ataca, però és seguit per Daniel Oss (BMC). Son coéquipier Philippe Gilbert contraataca i s'endú amb ell Greg Van Avermaet (BMC), Oliver Naesen (AG2R) i Lukas Postlberger (Bora-Hansgrohe). Al Boigneberg, a manca de 66 km, agafen al trio intercalat. Sep Vanmarcke (Cannondale-Drapac) i Luke Durbridge (Orica-Scott) agafen aquest grup, que perd Van Asbroeck, Delage i De Bondt a l'Eikenberg. A manca de 59 km s'uneixen els dos grups capdavanters, 12 ciclistes, amb 48 segons sobre un gran grup en què Peter Sagan pateix una caiguda i problemes mecànics que el deixen fora de la lluita per la victòria.
Els membres de la primera escapada, a excepció de De Vreese, no poden seguir el fort ritme i es despengen del grup capdavanter. A l'Oude Kwaremont, Naesen accelera. Sols Gilbert i Van Avermaet el segueixen. Els tres s'organitzen bé, tot i un atac de Gilbert al Tiegemberg, i es presenten als quilòmetres finals amb prou avantatge per jugar-se la victòria entre ells. A l'esprint Van Avermaet és el més ràpid, que supera a Gilbert, segon, i Naesen, tercer.

## Classificació final
| \| Classificació general \| Classificació general \| Classificació general \| Classificació general \| Classificació general \| \| Corredor \| Corredor \| Equip \| Temps \| \| \| --------------------- \| ------------------------ \| --------------------- \| --------------------- \| --------------------- \| \| 1r \| Greg Van Avermaet \| BMC Racing Team \| 4h 48' 17" \| \| \| 2n \| Philippe Gilbert \| Quick-Step Floors \| + 0" \| \| \| 3r \| Oliver Naesen \| AG2R La Mondiale \| + 0" \| \| \| 4t \| Luke Durbridge \| Orica-Scott \| + 40" \| \| \| 5è \| Lukas Pöstlberger \| Bora-Hansgrohe \| + 41" \| \| \| 6è \| Michael Valgren Andersen \| Astana \| + 52" \| \| \| 7è \| Sonny Colbrelli \| Bahrain-Merida \| + 52" \| \| \| 8è \| Tom Boonen \| Quick-Step Floors \| + 52" \| \| \| 9è \| Dylan van Baarle \| Cannondale-Drapac \| + 52" \| \| \| 10è \| Alberto Bettiol \| Cannondale-Drapac \| + 52" \| \| \| 11è \| Fabio Felline \| Trek-Segafredo \| + 52" \| \| \| 12è \| Jens Keukeleire \| Orica-Scott \| + 52" \| \| \| 13è \| John Degenkolb \| Trek-Segafredo \| + 52" \| \| \| 14è \| Tiesj Benoot \| Lotto-Soudal \| + 52" \| \| \| 15è \| Luke Rowe \| Team Sky \| + 52" \| \| \| 16è \| Sebastian Langeveld \| Cannondale-Drapac \| + 52" \| \| \| 17è \| Laurens De Vreese \| Astana \| + 52" \| \| \| 18è \| Ignatas Konovalovas \| FDJ \| + 52" \| \| \| 19è \| Niki Terpstra \| Quick-Step Floors \| + 52" \| \| \| 20è \| Daniel Oss \| BMC Racing Team \| + 52" \| \| |                          |                   |            |
| |                          |                   |            |
| Font: ProCyclingStats |                          |                   |            |
| Classificació general |                          |                   |            |
| Corredor | Corredor                 | Equip             | Temps      |
| 1r | Greg Van Avermaet        | BMC Racing Team   | 4h 48' 17" |
| 2n | Philippe Gilbert         | Quick-Step Floors | + 0"       |
| 3r | Oliver Naesen            | AG2R La Mondiale  | + 0"       |
| 4t | Luke Durbridge           | Orica-Scott       | + 40"      |
| 5è | Lukas Pöstlberger        | Bora-Hansgrohe    | + 41"      |
| 6è | Michael Valgren Andersen | Astana            | + 52"      |
| 7è | Sonny Colbrelli          | Bahrain-Merida    | + 52"      |
| 8è | Tom Boonen               | Quick-Step Floors | + 52"      |
| 9è | Dylan van Baarle         | Cannondale-Drapac | + 52"      |
| 10è | Alberto Bettiol          | Cannondale-Drapac | + 52"      |
| 11è | Fabio Felline            | Trek-Segafredo    | + 52"      |
| 12è | Jens Keukeleire          | Orica-Scott       | + 52"      |
| 13è | John Degenkolb           | Trek-Segafredo    | + 52"      |
| 14è | Tiesj Benoot             | Lotto-Soudal      | + 52"      |
| 15è | Luke Rowe                | Team Sky          | + 52"      |
| 16è | Sebastian Langeveld      | Cannondale-Drapac | + 52"      |
| 17è | Laurens De Vreese        | Astana            | + 52"      |
| 18è | Ignatas Konovalovas      | FDJ               | + 52"      |
| 19è | Niki Terpstra            | Quick-Step Floors | + 52"      |
| 20è | Daniel Oss               | BMC Racing Team   | + 52"      |